# Lego Scooby-Doo és a fekete lovag kincse
A Lego Scooby-Doo! A fekete lovag kincse (eredeti cím: Lego Scooby-Doo! Knight Time Terror) 2015-ben bemutatott amerikai 3D-s számítógépes animációs film, amelynek a rendezője Rick Morales, a producerei Jason Cosler, Rebecca Platanik és Alan Burnett, a forgatókönyvírója Heath Corson, a zeneszerzője Robert J. Kral. A tévéfilm a Warner Bros. Animation és a Lego Csoport gyártásában készült, a Warner Bros. Television forgalmazásában jelent meg. Műfaját tekintve filmvígjáték.
Amerikában 2015. november 25-én mutatta be a Cartoon Network a televízióban, Magyarországon pedig 2016. január 23-án a Boomerang.

## Cselekmény
A filmben a Rejtély Rt. a Grimsley kúriába utaznak, ahol nincs minden rendben. A helyen egy elrejtett kincs van valahol, ráadásul egy korábbi ellenségük, a Fekete lovag is visszatér, hogy megnehezítse a dolgokat. A csapat azonban szembeszáll az egykoron legyőzött szörnnyel és a kincs nyomába ered.

## Szereplők
| Szereplő         | Eredeti hang           | Magyar hang          |
| ---------------- | ---------------------- | -------------------- |
| Scooby-Doo       | Frank Welker           | Vass Gábor           |
| Fred Jones       | Frank Welker           | Bódy Gergely         |
| Bozont Rogers    | Matthew Lillard        | Fekete Zoltán        |
| Vilma Dinkley    | Kate Micucci           | Madarász Éva         |
| Diána Blake      | Grey DeLisle           | Hámori Eszter        |
| Adam             | Phil Morris            | Szabó Sipos Barnabás |
| Phil             | Phil Morris            | Faragó András        |
| Wanda Grimsley   | Colleen O'Shaughnessey | Zakariás Éva         |
| Charlie Grimsley | Sean Schemmel          | Viczián Ottó         |
| Kincsvadász      | Sean Schemmel          | Törköly Levente      |
| Kyle Grimsley    | Jason Spisak           | Szalay Csongor       |